# Mario Visintini
Mario Visintini (né le 26 avril 1913 à Parenzo, aujourd'hui Poreč en Croatie, alors dans la province italienne d'Istrie et mort le 11 février 1941 sur le mont Nefasit, en Érythrée) est un pilote de chasse italien.

## Biographie
Mario Visintini combattit lors de la guerre d'Espagne au sein de l'Aviazione Legionaria et de la Seconde Guerre mondiale au sein de la Regia Aeronautica.
Il s'illustra notamment lors de la Campagne d'Afrique de l'Est lors de la bataille de bataille d'Amba Alagi, accompagnant le Duc d'Aoste et 7 000 soldats italiens, il participe à la résistance acharnée de ces derniers à 3 000 mètres d'altitude sur le massif de l'Amba Alagi en Éthiopie face aux forces britanniques, du 5 avril au 19 mai 1941.
Il les soutient avec son chasseurs Fiat CR42 et réussira à abattre pas moins de 16 appareils ennemis à lui tout seul.